# Паволока
Паволока (от волочить) — шёлковая или бумажная ткань. Упоминается в Повести временных лет как дорогой материал, взятый князем Олегом в качестве дани, а также в «Сказании о Борисе и Глебе», «Слове Даниила Заточника», других произведениях домонгольского периода. Единожды встречается в «Слове о полку Игореве» при перечислении трофеев, взятых княжьим войском после первого сражения. Исследователи считают, что этим термином обозначались либо все шёлковые ткани, ввозившиеся на Русь, либо шёлк с многоцветным узором, либо гладкокрашеные шёлковые ткани, так как последних от домонгольского периода сохранилось большинство.

## Паволока в иконописи
В иконописи паволока — ткань редкого переплетения или ветхая, наклеиваемая на иконную доску перед наложением левкаса. Служит для лучшего сцепления левкаса с поверхностью доски.
Паволока в иконописи применялась не всегда. Самые старые русские иконы проклеены паволокой целиком с лицевой стороны. В дальнейшем ей закрывались слабые места основы: стыки многочастной иконной доски (щита), локальные дефекты (сучки, свили и т. п.), края доски у её торцов. Снова проклеивать всю основу иконы паволокой стали в XVIII—XIX веках. Если икона была двусторонней, то паволока наклеивалась либо с обеих сторон, либо на ту, где размещалось главное изображение. Материалы для паволок — льняная или пеньковая ткани, наклеивались мездровым клеем.
Для изготовления дорогих икон выбиралась качественная кипарисовая доска, а в качестве паволоки применялась дорогая ткань сложного переплетения. На более дешевых иконах использовалась ткань с более редким расположением нитей, так называемая серпянка. На массовых иконах — так называемых «краснушках» — иногда в качестве паволоки применялась бумага. В настоящее время в качестве паволоки часто используется марля.

## Паволока в качестве денег
Паволоки упоминаются среди почетных подарков, которыми, согласно «Повести временных лет», византийский император одаривал русских князей, они активно использовались в товарообмене между Древней Русью и Византией. Паволоки являлись товарными деньгами, в которых измерялась ценность других товаров, например, рабов. 

И аще ускочить челядинъ от Руси, по не же приидуть въ страну царства нашего, и от святаго Мамы, и аще будеть и обрящеться, да поимуть и́, аще ли не обрящется, да на роту идут наши христеяне руси, а не христьянии — по закону своему, ти тогда взимають от нас цѣну свою, якоже уставлено есть преже, 2 паволоцѣ за челядинъ.

Если убежит челядин у русских, то пусть придут за ним в страну царства нашего, и если окажется у святого Мамонта, то пусть возьмут его; если же не найдется, то пусть клянутся наши русские христиане, а нехристиане по закону своему, и пусть тогда возьмут от нас цену свою, как установлено было прежде, — по 2 паволоки за челядина.— «Повесть временных лет»